# مفوض الشرطة
مفوض الشرطة (المعروف أيضًا باسم محافظ الشرطة) هو رتبة عالية في العديد من قوات الشرطة.

## Rank insignia of police commissioner

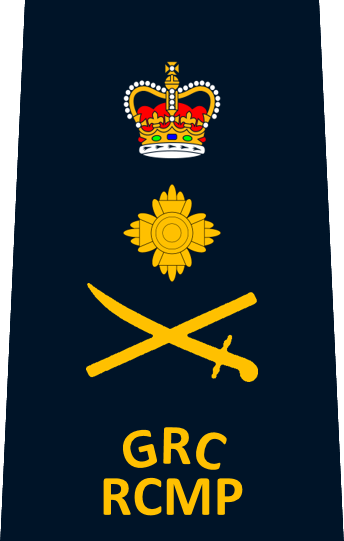
شرطة الخيالة الكندية الملكية
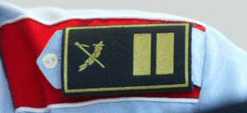
شرطة كاتالونيا  [لغات أخرى]‏
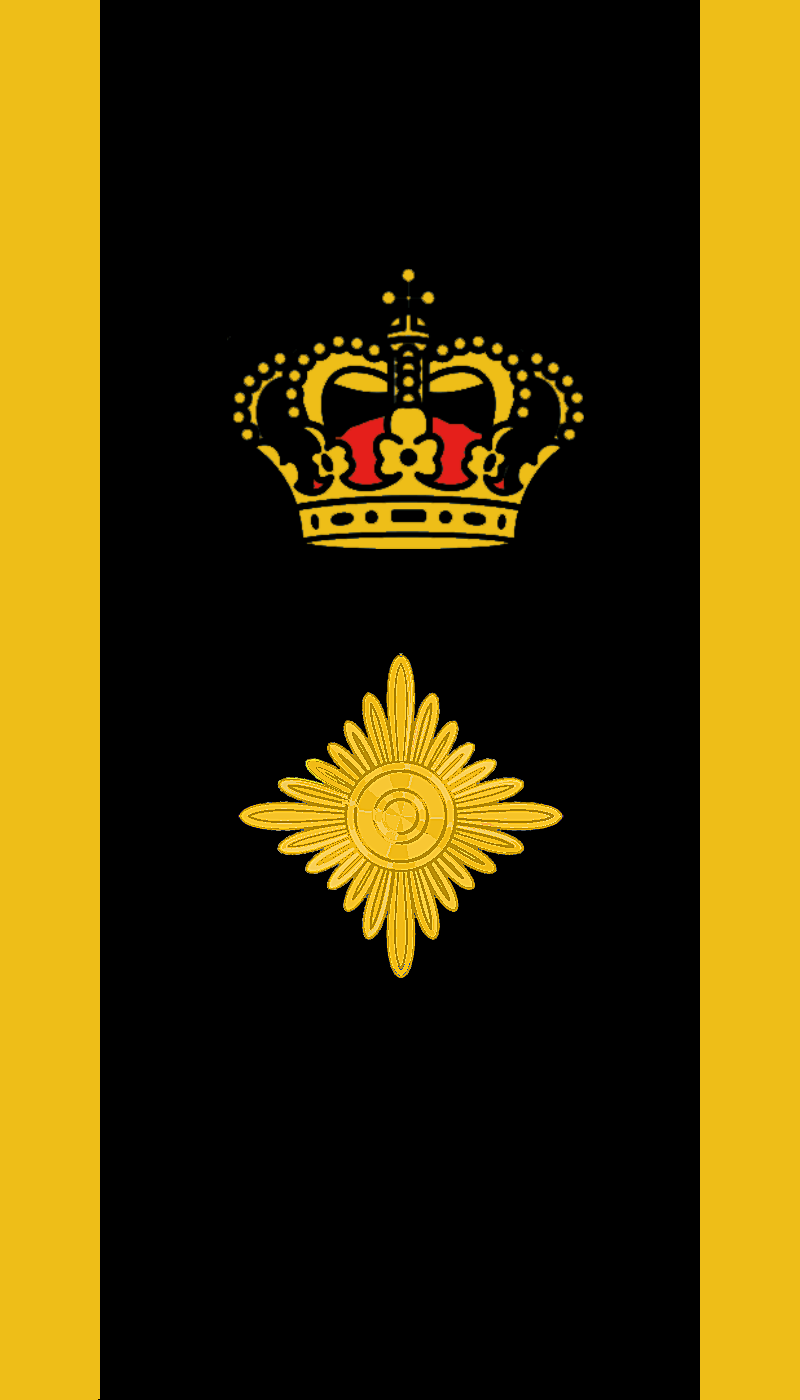
الشرطة الوطنية الدنماركية  [لغات أخرى]‏
الشرطة الوطنية الفرنسية
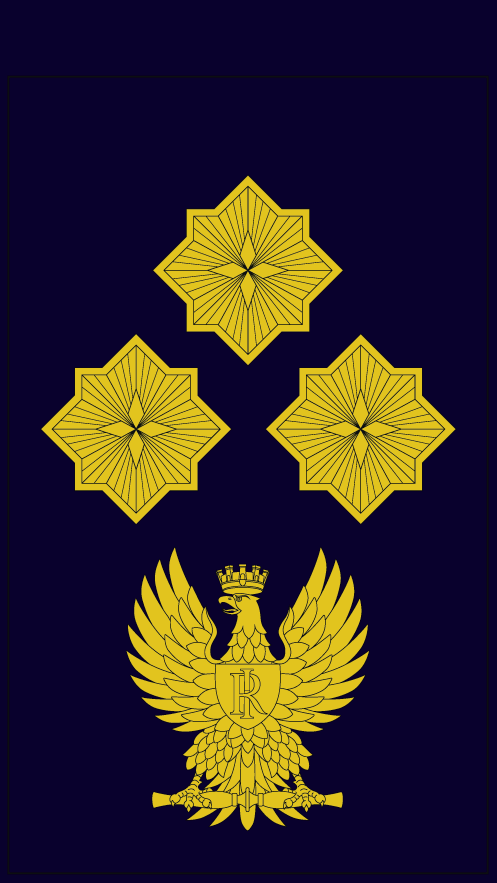
شرطة الولاية الإيطالية  [لغات أخرى]‏
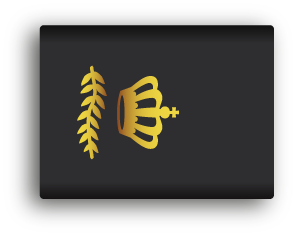
الشرطة الهولندية
الشرطة البولندية
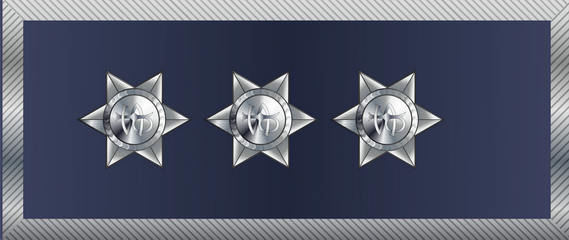
شرطة الأمن العام البرتغالية  [لغات أخرى]‏
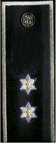
الشرطة الرومانية
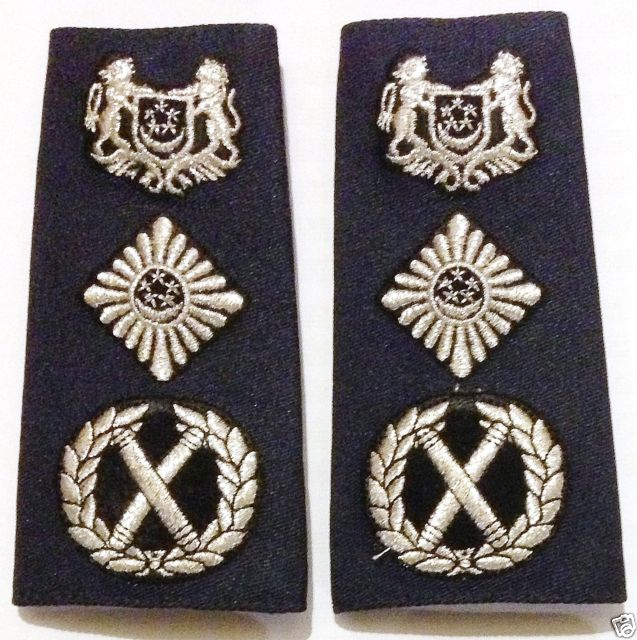
قوة شرطة سنغافورة
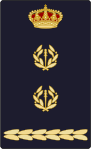
الشرطة الوطنية الإسبانية
الشرطة السويدية
دورية طريق كاليفورنيا السريع  [لغات أخرى]‏
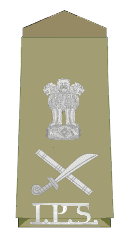
خدمة الشرطة الهندية  [لغات أخرى]‏
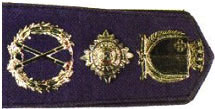
قوة شرطة مالطا

## الواجبات والوظائف
عادة ما يكون الحامل ضابط شرطة متمرسًا، على الرغم من أن البعض معين سياسيًا وقد يكون أو لا يكون في الواقع ضابطًا محترفًا. في مثل هذه الحالة، عادة ما يكون هناك قائد شرطة محترف مسؤول عن العمليات اليومية. وفي كلتا الحالتي ، يكون المفوض هو الرئيس المعين للمنظمة.
في خدمات الشرطة في المملكة المتحدة والكومنولث والولايات المتحدة الأمريكية، يعين لقب المفوض عادةً رئيسًا لقوة شرطة كاملة.
في فرنسا وإيطاليا وإسبانيا وبعض دول أمريكا اللاتينية، يشير «المفوض» إلى رئيس مركز شرطة واحد (مشابه لمدير في المملكة المتحدة ودول الكومنولث).